# Едмунд Чішулл
Едмунд Чішулл (англ. Edmund Chishull; 22 березня 1671 року, Ейворт — 1733, Волтемстоу) — англійський священник та антиквар.
Едмунд Чішулл народився 22 березня 1671 року в Ейворті на Бедфордширі. Він навчався в Оксфордському Коледжі Тіла Христового. Він закінчив навчання у 1690 році, через три роки отримав ступінь магістра мистецтв, а у 1696 році він став феллоу коледжу.
Він був призначений капеланом Левантійської компанії у Смірні. Він покинув Англію 10 лютого 1698 року на фрегаті «Нептун» та прибув до Смирни 12 листопада того ж року. Під час своєї служби зробив поїздку до Ефеса весною 1699 року. У 1701 році він відвідав Константинополь. Чішулл був капеланом до 1702 року, коли вирішив повернутися на батьківщину. Він покинув Смірну 10 лютого та відправився сухопутним шляхом через Галліполі та Адріанопіль. У Адріанополі він приєднався до лорда Пажета, колишнього англійського посла у Туреччині, котрий також повертався на батьківщину.
Подорожуючи як член свити англійського посла, Чішулл відвідав Болгарію, Трансільванію, Угорщину та Німеччину, доки не прибув у Нідерланди. У Лейдені він покинув лорда Пажета та сам повернувся до Англії.
Після повернення він служив священником у церкві святого Олафа у Лондоні. Згодом він одружився та поновив свій статус феллоу. 1 вересня 1708 року він був призначеним вікарієм у Волтемстоу, де проживав до самої смерті. Чішулл став капеланом королеви у 1711 році.
Помер Едмунд Чішулл 18 травня 1733 року.

## Наукові діяльність
Чішулл видавав журнал при сприянні Річарда Меада. У ньому Чішулл публікував вірші на латинській мові, праці з нумізматики та подорожні нариси. У 1728 році він опублікував «Азійські стародавності» (лат. Antiquitates Asiaticae). Це була колективна праця з історії, до якої були залучені провідні вчені свого часу: Вільям Шерард, Антоніо Пікеніні, Жозеф Піттон де Турнефор та багато інших.
Також як теолог Чішулл дискутував щодо морталізму та виступив з критикою Генрі Додвелла. Додвелл відповів Чішуллу та Самюелю Кларку у своїй праці «Докір, щодо нещодавніх образ містера Кларка та містера Чішулла» (1708).

## Науковий доробок
- Gulielmo Tertio . . . carmen heroicum (1692)
- In obitum . . . Reginæ Mariæ carmen pastorale
- A Charge of Heresy . . . against Mr. Dodwell's Discourse concerning the Mortality of the Soul (1706)
- Inscriptio Sigea antiquissima . . . eam illustravit E. C. (1721)
- Notarum ad inscriptionem Sigæam appendicula
- Dissertatio de nummis quibusdam a Smyrnæis in medicorum honorem percussis (1724)
- Antiquitates Asiaticæ (1728)